# Моника Кушинска
Моника Кушинска (на полски: Monika Kuszyńska) е полска певица и текстописец, която представя Полша на Евровизия 2015 във Виена, Австрия с песента In the Name of Love („В името на любовта“). До 2010 година е солистка в полската група Varius Manx.

## Живот и кариера
Кушинска блесва на полската музикална сцена през 2000 г., когато е избрана да бъде новата солистка на поп групата „Varius Manx“. През 2001 година издава първия си албум с бандата, озаглавен Eta. През следващите години, издава втория албум Eno. На 28 май 2006 г. Моника Кушинска, заедно с другите членове на групата, претърпява сериозна автомобилна катастрофа в Милич, която парализира Кушинска откръства надолу и ѝ се налага да ползва количка. 
През 2010 година бива заменена от групата и юни месец, същата година, пее за първи път пред публика, след катастрофата в полския сутрешен блок Dzień Dobry TVN. През 2012 година става жури в полското музикално предаване за търсене на таланти Bitwa na głosy.
На 9 март 2015 г. става ясно, че Моника Кушинска ще представи Полша на Евровизия 2015 във Виена, Австрия с песента In the Name of Love („В името на любовта“) 